# Jornal da Manhã (programa de rádio)
Jornal da Manhã é um noticiário radiofônico matutino brasileiro exibido diariamente pelas emissoras componentes das redes de rádio da Jovem Pan e pela TV Jovem Pan News. Inicialmente chamado de Equipe Sete e Trinta e posteriormente de Jornal de Integração Nacional, o programa foi ao ar pela primeira vez na década de 1970, quando o controle da emissora foi assumido por Antônio Augusto Amaral de Carvalho, conhecido como Tuta.

## Formato e exibição
O jornal possui espaço para as primeiras notícias do dia e espaços para as opiniões do quadro de comentaristas do programa, contatando também com os correspondentes da Jovem Pan em Nova Iorque e Londres e as informações recentes do trânsito vindas através do helicóptero da emissora. É exibido por cerca de cinco horas, se iniciando às cinco da manhã e encerrando às dez, quando começa o Jovem Pan Morning Show. As emissoras da rede Jovem Pan FM exibem o jornal das seis às oito da manhã, enquanto as emissoras da Jovem Pan News o exibe integralmente, com exceção do espaço aberto para a edição local do jornal que começa a partir das oito da manhã, com duração de 50 minutos.
O Jornal da Manhã também é conhecido por sua música-tema, Amanhecendo, composta por Billy Blanco como parte de sua obra conhecida como Sinfonia Paulistana. O trecho "vambora, vambora, olha a hora, vambora, vambora", usado como vinheta no jornal, é associado recorrentemente aos paulistanos, por sua pressa nas primeiras horas da manhã, e pela execução em rede nacional de rádio durante a exibição do jornal. Também é uma marca do Jornal da Manhã, e da própria Jovem Pan, quando um locutor anuncia a hora atual e o outro pede para repetir, dizendo "repita".
A canção de Billy Blanco permaneceu como música-tema do noticiário até 25 de abril de 2017, após quase 43 anos de veiculação pela Jovem Pan. A remoção da música se deu pelos herdeiros do compositor que não permitiram a veiculação gratuita da mesma pela emissora após o seu falecimento, em 2011 – apesar do mesmo ter afirmado em entrevista a própria Jovem Pan, em 1993, que ela fazia um grande negócio ajudando-o a ganhar sucesso e reconhecimento.
Por seu formato tradicional e as suas marcas registradas, o SBT ofereceu uma proposta para fazer uma versão televisiva do jornal, que foi recusada pelo então presidente da emissora, Antônio Augusto Amaral de Carvalho.
(...) Isso [o Jornal da Manhã] é um bom jornal para rádio, o sujeito está de camisa esporte, está à vontade, não tem nada a ver [em relação a proposta do SBT]. Quer fazer o Jornal da Manhã na TV? Vamos fazer outro jornal. (...)— Antônio Augusto Amaral de Carvalho
Apesar de não ter ganhado a sua versão para a televisão como o Pânico, o Jornal da Manhã, assim como outros programas da Jovem Pan, é exibido desde 2015 ao vivo em transmissão em vídeo via streaming pela internet, no site da Jovem Pan e pelos aplicativos móveis da emissora disponíveis para os sistemas Android, iOS e Windows Phone.

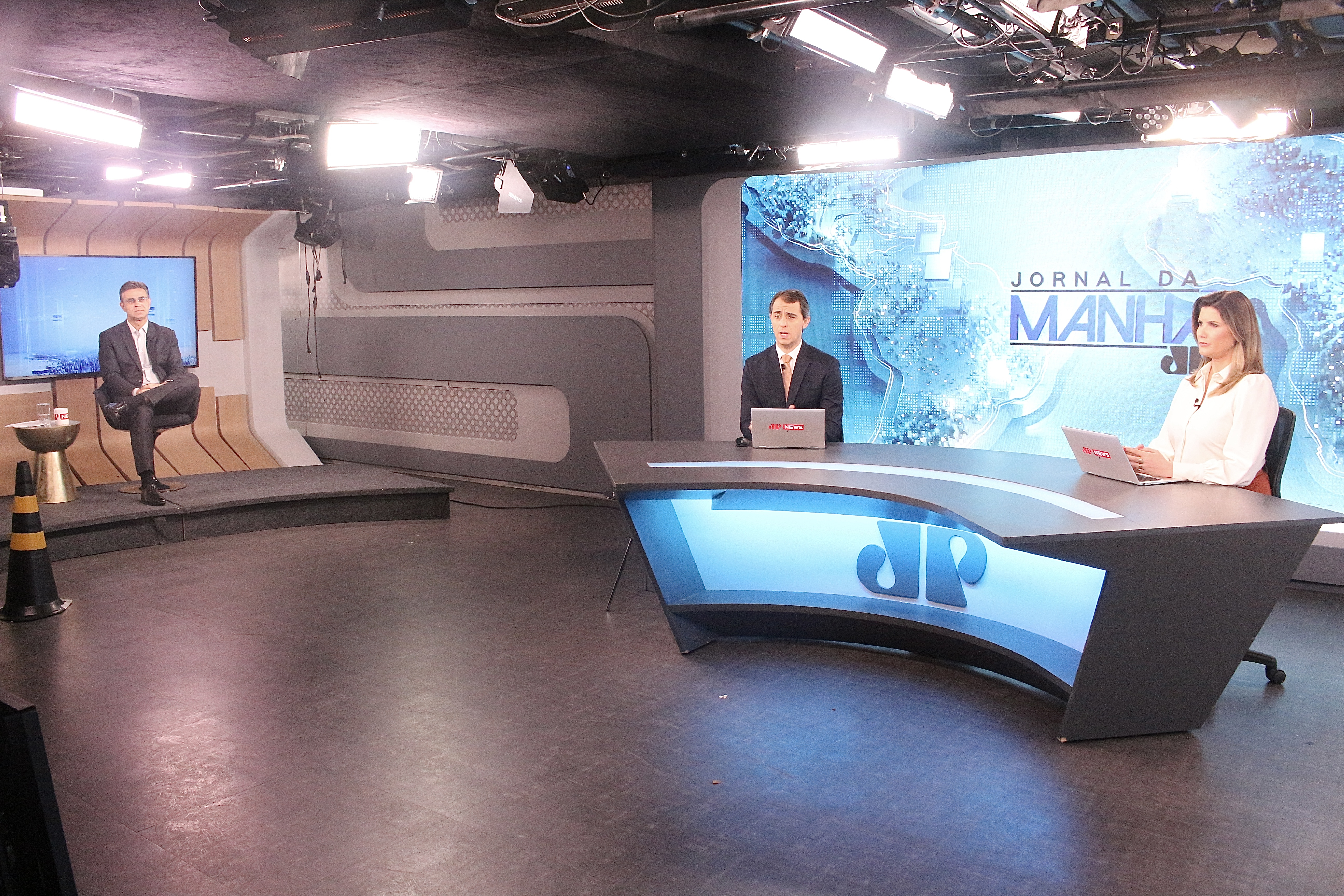
Desde 2019, o Jornal da Manhã é transmitindo em um formato multimídia. Na imagem, os apresentadores do programa entrevistam o então governador de São Paulo, Rodrigo Garcia

Em 5 de novembro de 2019, o Jornal da Manhã estreou seu novo formato nos novos estúdios denominado Complexo de Estúdios Antonio Augusto Amaral de Carvalho, contando na inauguração com a presença de Joseval Peixoto, ex-âncora da atração e do governador de São Paulo João Dória. O jornal passa a ser ancorado também por Kallyna Sabino, ex-SBT. 
Em 23 de novembro de 2020, Adriana Reid passa a ser âncora do jornal no lugar de Kallyna Sabino que vai para o Jovem Pan Agora.

## Audiência
O Jornal da Manhã foi, em 2018, o noticiário de maior audiência do rádio brasileiro, tendo uma média de 159 mil ouvintes por minuto, entre 6h e 10h da manhã alcançando a liderança geral durante o seu início no recorte entre 06h e 08h, além disso, o mesmo possui 178 mil ouvintes por minuto entre 08h00 e 09h00 quando é veiculado somente para São Paulo, ficando à frente de maneira isolada das demais rádios e de outras emissoras jornalísticas de São Paulo.